# Helga Nowotny

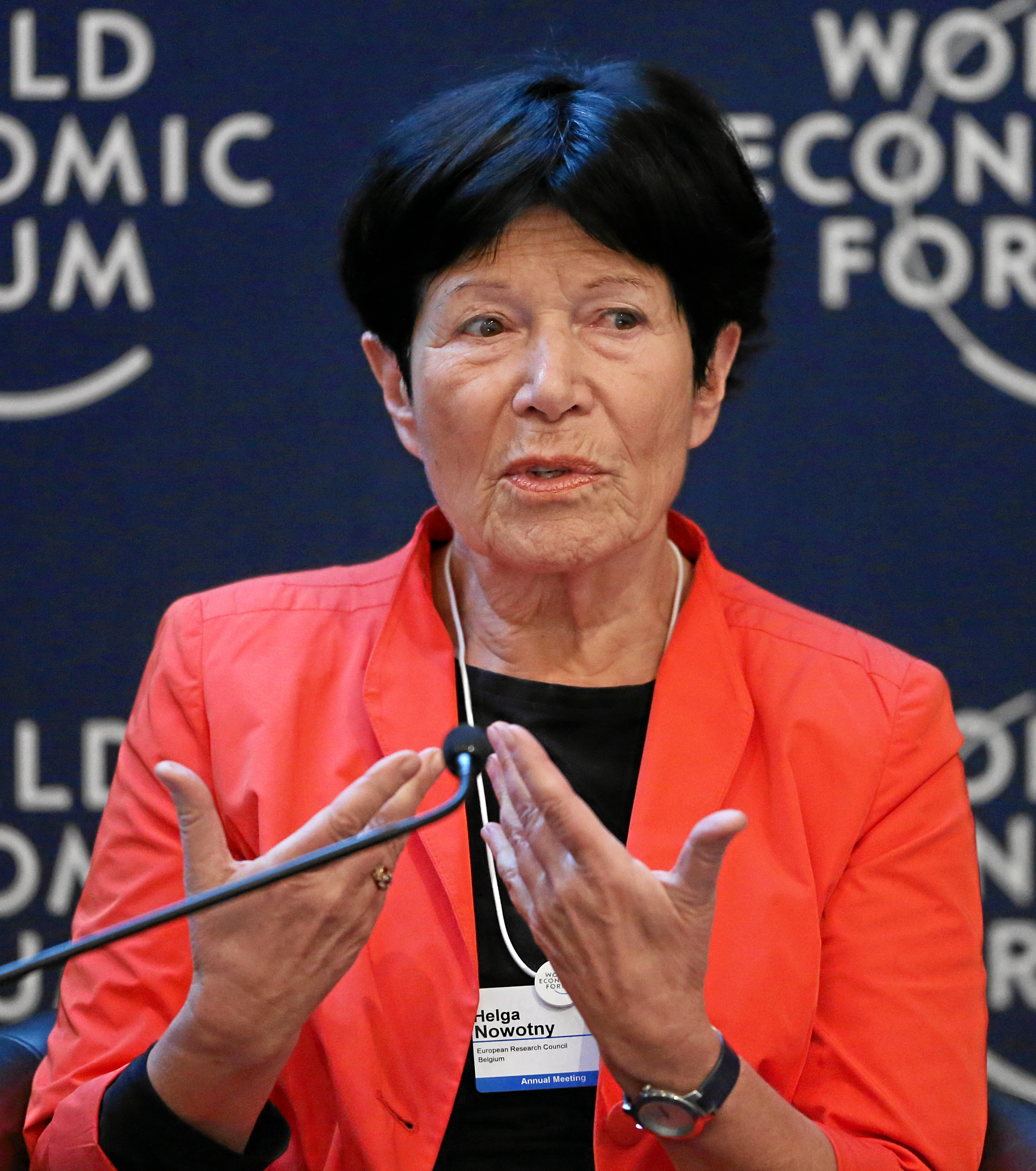
Nowotny während des WEFs 2013

Helga Nowotny (* 9. August 1937 in Wien) ist eine international anerkannte Wissenschaftsforscherin und emeritierte Professorin der ETH Zürich. Sie war Gründungsmitglied und Vizepräsidentin des 2007 etablierten European Research Council, ERC (Europäischer Forschungsrat) und von 2010 bis 2013 dessen Präsidentin. Gegenwärtig ist sie Vorsitzende des ERA Council Forum Austria und Mitglied des österreichischen Rates für Forschung und Technologieentwicklung.

## Leben
Helga Nowotny wuchs in Wien auf und verbrachte während der Mittelschulzeit ein Jahr mit dem American Field Service in West De Pere, Wisconsin. Sie maturierte mit Auszeichnung und absolvierte das Studium der Rechtswissenschaften an der Universität Wien in vier Jahren mit einem Dr. iur. Anschließend war sie Assistenzprofessorin am Institut für Kriminologie, bevor sie nach New York ging und an der Columbia University bei Paul F. Lazarsfeld ihr Ph.D. in Soziologie erwarb. Zurück in Wien leitete sie die Abteilung Soziologie am Institut für Höhere Studien. Es folgte ein Sabbatical am King’s College Cambridge und Lehrtätigkeit sowie Habilitation in Soziologie mit Schwerpunkt Wissenschaftsforschung an der Universität Bielefeld. Sie war Gründungsdirektorin des Europäischen Zentrums in Wien, bevor sie 1981/82 als Fellow des ersten Jahrgangs an das neu gegründete Wissenschaftskolleg zu Berlin ging. Während dieser Zeit musste sie sich nochmals an der Universität Wien habilitieren.
Ihre weitere Lehr- und Forschungstätigkeit führte sie unter anderem mehrmals an das Wissenschaftszentrum Berlin und an die École des Hautes Études en Sciences Sociales in Paris. Von 1992 bis 1999 war sie Permanent Fellow am Collegium Budapest/Institute of Advanced Study. Vor ihrer Berufung an die ETH Zürich im Jahr 1995 war Helga Nowotny Professorin und Institutsvorstand des 1986 neu gegründeten Instituts für Wissenschaftstheorie und Wissenschaftsforschung der Universität Wien. An der ETH Zürich leitete sie neben ihrer Professur in Wissenschaftsphilosophie und Wissenschaftsforschung das interdisziplinäre Collegium Helveticum. Nach ihrer Emeritierung im Jahr 2002 war sie bis 2004 Gründungsdirektorin des Branco Weiss Fellowship Programms society-in-science an der ETH Zürich. Helga Nowotny war Lehrende an der Universität Lüneburg, wo ihr 2014 anlässlich des Dies Academicus die Ehrendoktorwürde verliehen wurde.
2002 erhielt sie den Arthur-Burkhardt-Preis der Arthur-Burkhardt-Stiftung, 2003 den John Desmond Bernal Prize der Society for Social Studies of Science. Für 2018 wurde Nowotny die Leibniz-Medaille der Berlin-Brandenburgischen Akademie der Wissenschaften zugesprochen. Sie ist gewähltes Mitglied mehrerer weiterer wissenschaftlicher Akademien und Gesellschaften.
Am 21. Juni 2021 wurde sie an der Universität Wien zur Ehrensenatorin ernannt, weil sie sich als ehemalige Vorsitzende deren Wissenschaftlichen Beirats „in einem besonderen Maße um die Universität Wien und um die Förderung ihrer wissenschaftlichen Aufgaben verdient gemacht“ habe, wie es in der Begründung hieß. 2022 wurde Nowotny Ehrensenatorin der Universität für Weiterbildung Krems.

## Forschung und Publikationen
Helga Nowotnys Forschungsinteressen führten sie bald von den Methoden der Makrosoziologie, die sie in ihrer Ph. D. Thesis behandelt hatte, zur Wissenschaftsforschung (Science and Technology Studies, STS). Einer ihrer Lehrer an der Columbia University war Robert K. Merton, der international als Gründer der Wissenschaftssoziologie gilt. Während ihres sabbaticals am King’s College in Cambridge unterrichtete sie “The sociology of science, learning and belief”. Über viele Jahre war sie Mitherausgeberin des Yearbooks in the Sociology of the Sciences. Im Mittelpunkt ihrer Arbeiten in den 70er und 80er Jahren standen Themen wie wissenschaftliche Kontroversen und technologische Risiken, wissenschaftliche Utopien und Dystopien, soziale Bewegungen und Wissenschaft sowie Geschlechterverhältnisse in den Wissenschaften. Sie fanden ihren Niederschlag in Publikationen wie Kernenergie – Gefahr oder Notwendigkeit (1979), Wie männlich ist die Wissenschaft (mit Karin Hausen, 1986), Es ist so. Es könnte auch anders sein (1999) sowie in zahlreichen Beiträgen des Yearbooks in the Sociology of the Sciences und Aufsätzen in Fachzeitschriften. Über viele Jahre hinweg befasste sie sich mit dem Thema Zeit. Helga Nowotnys Buch Eigenzeit (1987) wurde in mehrere Sprachen übersetzt und erhielt mit dem Buch Eigenzeit. Revisited (2016) eine Fortsetzung. Helga Nowotny ist seit vielen Jahren Mitglied der International Society for the Study of Time, deren Präsidentin sie von 1992 bis 1995 war.
In den 1990er Jahren weitete sie ihre Themen in der Wissenschaftsforschung aus. Gemeinsam mit Ulrike Felt untersuchte sie das Zustandekommen von wissenschaftlichen Durchbrüchen und deren Folgen in der Forschungsförderung After the Breakthrough. The emergence of high-temperature superconductivity as a research field (1997). Zunehmend rückten die sich verändernden Beziehungen zwischen Wissenschaft und Gesellschaft in den Mittelpunkt. Zusammen mit Michael Gibbons und Peter Scott ist sie Erstautorin von Re-Thinking Science (2001; deutscher Titel: Wissenschaft neu denken: Wissenschaft und Gesellschaft in einem Zeitalter der Ungewissheit, 2004), eine Fortsetzung des einflussreichen Buches The New Production of Knowledge (1994), in dem Mode 2 als relativ neues Phänomen der sich wandelnden Wissensproduktion vorgestellt wurde. Zu den jüngeren Publikationen von Helga Nowotny zählen die Herausgabe von Cultures of Technology and the Quest for Innovation (2006) und als Mitautorin The Public Nature of Science under Assault (2005).
Ihre Monographie Unersättliche Neugier. Innovation in einer fragilen Zukunft (dt. 2005; italienisch 2006; englisch 2008 bei MIT Press) befasst sich mit dem Spannungsverhältnis von Grundlagenforschung und Innovation angesichts einer fragilen Zukunft. Zusammen mit dem Epigenetiker Giuseppe Testa veröffentlichte sie 2009 Die gläsernen Gene. Die Erfindung des Individuums im molekularen Zeitalter, das bei MIT Press auf Englisch erschien: Naked Genes. Reinventing the human in the molecular age (2010). Die italienische Übersetzung Geni a nudo folgte 2012. Ihr 2015 erschienenes Buch The Cunning of Uncertainty wurde von der Financial Times als eines der fünf besten Science-Bücher des Jahres ausgezeichnet.
Helga Nowotny widmet sich in ihrer aktuellen Forschung den gesellschaftlichen, ethischen und epistemischen Herausforderungen der Künstlichen Intelligenz (KI). In ihrem Buch *Die KI sei mit euch: Macht, Illusion und Kontrolle algorithmischer Vorhersage * (2023) analysiert sie, wie KI-Technologien nicht nur technologische Entwicklungen, sondern auch soziale und kulturelle Ordnungen beeinflussen. Nowotny argumentiert, dass KI-Systeme bestehende Machtstrukturen reproduzieren können und fordert eine kritischere Reflexion über ihre Nutzung und Governance.
Ein weiterer Fokus ihrer Forschung liegt auf der Frage, wie Vertrauen in KI-Technologien hergestellt werden kann. Nowotny betont, dass es nicht nur technologische Lösungen braucht, sondern auch gesellschaftliche Aushandlungsprozesse, die die Inklusion verschiedener Akteursgruppen fördern. In ihren jüngsten Arbeiten fordert sie eine kritische Auseinandersetzung mit den Begriffen „Transparenz“ und „Erklärbarkeit“ von KI, um deren potenziell normativen Charakter zu verstehen.

## Forschungspolitik/Forschungsberatung
Während ihrer gesamten beruflichen Karriere in Lehre und Forschung hat sich Helga Nowotny stark in der Forschungspolitik, insbesondere auf europäischer Ebene, engagiert. Von 2001 bis 2006 war sie Vorsitzende des European Research Advisory Boards, das die Europäische Kommission beriet. Von 1985 bis 1992 war sie Vorsitzende des Ständigen Komitees für Sozialwissenschaften der European Science Foundation. Sie ist nach wie vor in zahlreichen wissenschaftlichen Beratungsgremien in verschiedenen Ländern Europas aktiv.
Von 2008 bis 2014 war sie Mitglied und Vorsitzende des Holberg Prize Committees, das jährlich den angesehensten internationalen Preis in den Sozial- und Geisteswissenschaften in Bergen, Norwegen, vergibt. Zurzeit ist sie u. a. Vize-Präsidentin des Kuratoriums für die Tagungen der Nobelpreisträger in Lindau; Mitglied des Kuratoriums der Falling Walls Foundation in Berlin; Mitglied des Kuratoriums der Ludwig-Maximilians-Universität München; Mitglied des Kuratoriums der Fondation Maison des Sciences de l’Homme in Paris; Mitglied des wissenschaftlichen Beirats des Institut d’études avancées (IEA) de Paris; Präsidentin des Vereinsvorstandes des Instituts für die Wissenschaften vom Menschen in Wien und Vorsitzende des wissenschaftlichen Beirats des neu gegründeten Complexity Science Hub Vienna. Seit kurzem ist sie auch als Visiting Professor an der Nanyang Technological University in Singapur tätig.

## Schriften (Auswahl)
- Eigenzeit. Entstehung und Strukturierung eines Zeitgefühls, Suhrkamp, Frankfurt am Main 1989, ISBN 978-3-518-57949-7.
- mit Peter Scott und Michael Gibbons: Wissenschaft neu denken. Wissen und Öffentlichkeit in einem Zeitalter der Ungewißheit. Übers. von Uwe Opolka, Velbrück, Weilerswist, ISBN 978-3-934730-78-6.
- Unersättliche Neugier. Innovation in einer fragilen Zukunft, Kulturverl. Kadmos, Berlin 2005, ISBN 978-3-931659-73-8.
- Die gläsernen Gene. Die Erfindung des Individuums im molekularen Zeitalter. Suhrkamp, Frankfurt am Main 2009, ISBN 978-3-518-26016-6.
- The Cunning of Uncertainty. John Wiley & Sons, New York 2015, ISBN 978-0-7456-8761-2.
- Die KI sei mit euch. Macht, Illusion und Kontrolle algorithmischer Vorhersage, Aus dem Englischen von Sabine Wolf, Matthes & Seitz, Berlin 2023, ISBN 978-3-7518-0396-0.